# Бёрк, Клем
Клемент Бёрк (англ. Clement Burke; 24 ноября 1954, Бейонн, Нью-Джерси, США — 6 апреля 2025[…]), урождённый Клемент Энтони Бозевски (англ. Clement Anthony Bozewski) — американский барабанщик, вместе с Дебби Харри и Крисом Стейном сооснователь и многолетний член группы Blondie. В 1987 году под псевдонимом Элвис Рамон короткое время выступал в Ramones. Соавтор песни Heart of Glass.

## Биография
Клемент Энтони Бозевски родился 24 ноября 1954 года в Бейонне, штат Нью-Джерси. Начал играть на ударных в конце 1960-х — начале 1970-х годов, когда был одним из основателей ведущих кавер-групп родного города, Total Environment и Sweet Willie Jam Band. Кроме того состоял в местном корпусе барабанщиков и горнистов. На его стиль игры оказали влияние Хэл Блейн, Кит Мун, Ринго Старр и Эрл Палмер.

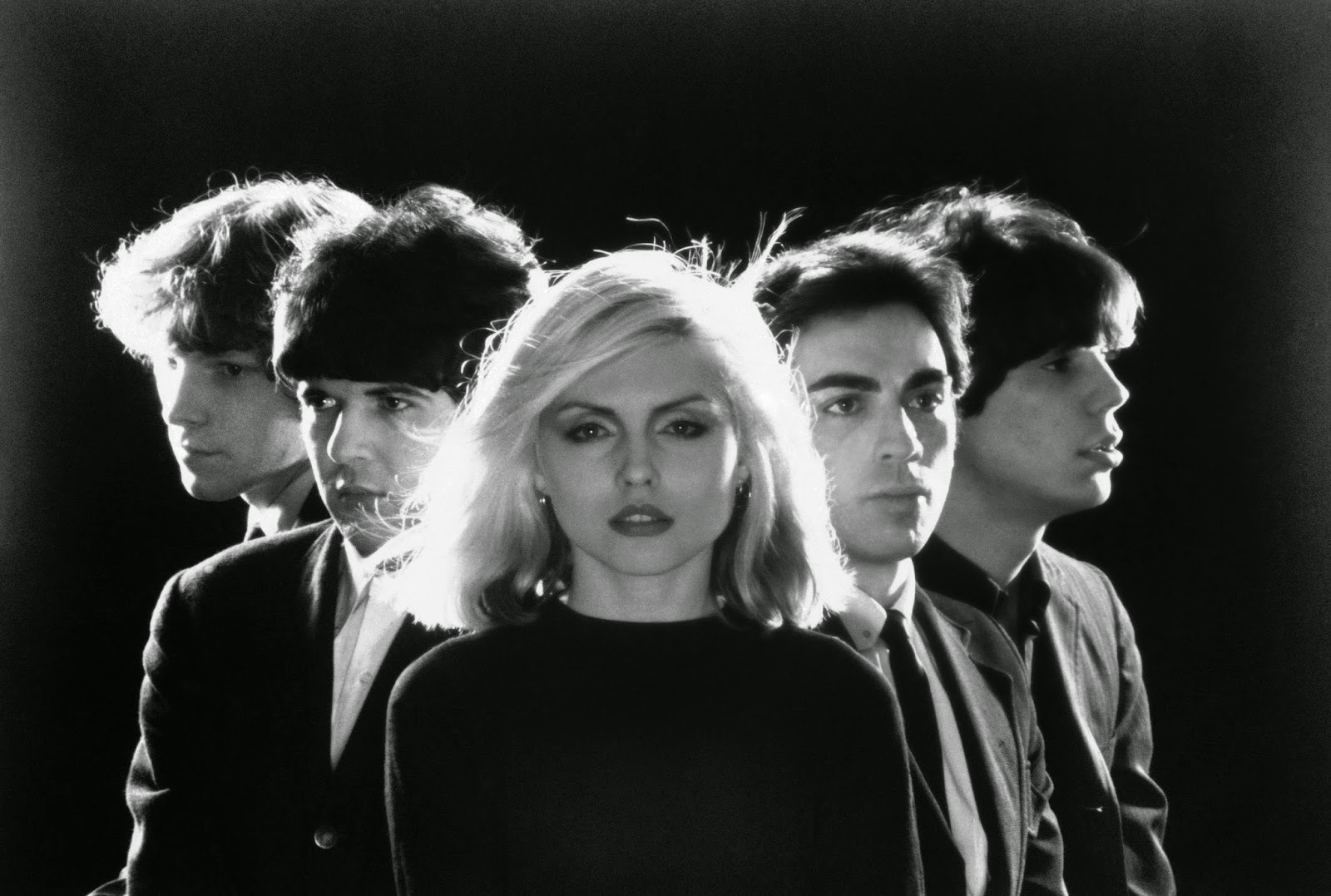
Бёрк (второй слева) в составе Blondie в 1977 году

Бёрк был приглашён Дебби Харри и Крисом Стайном в 1974 году в только формирующуюся Blondie и присоединился к ней в начале 1975 года. Он был ключевой фигурой в поддержании единства группы после того, как Стейн и Харри решили распустить её после ухода оригинального басиста Фреда Смита в Television. Бёрк пригласил на его роль своего друга Гэри Валентайна.
В 1980-х и 1990-х годах, после роспуска Blondie, Бёрк стал сессионным барабанщиком у The Romantics, с 1990 по 2004 год был постоянным барабанщиком группы, Пита Таунсенда, Боба Дилана, Eurythmics, The Fleshtones, Игги Попа, Джоан Джетт, Ванды Джексон, Нэнси Синатры и прочих. В 1983 году он записался в составе супергруппы Chequered Past вместе с гитаристом Sex Pistols Стивом Джонсом, бывшим одногруппником Найджелом Харрисоном, бас-гитаристом и вокалистом Тони Сейлзом и певцом Майклом Дес Барресом.
В 1987 году Бёрк под псевдонимом Элвис Рамон был ударником Ramones на двух концертах — 28 августа в Провиденсе, штат Род-Айленд, и 29 августа в Трентоне, штат Нью-Джерси. Это было связано с внезапным уходом Ричи Рамона. В 1993 году Бёрк принял участие в записи альбома Dramarama Hi-Fi Sci-Fi и выступал с группой в Уэйне, штат Нью-Джерси и Лос-Анджелесе. 8 октября 2004 года на концерте Ramones Beat on Cancer он вновь выступил вместе с Томми Рамоном, Си Джей Рамоном и Дэниелом Рэем. В 2005 году принял участие в записи сольного альбома участницы The Go-Go’s Кэти Валентайн Light Years. В 2006 году в составе Blondie был включён в Зал славы рок-н-ролла.
В 2007 году Бёрк присоединился к Slinky Vagabond вместе с гитаристом Дэвида Боуи Эрл Сликом, басистом Sex Pistols Гленом Мэтлоком и Кинаном Даффти, сыграв на их дебютном концерте на дне рождения Джоуи Рамона. Он также был участником Magic Christian вместе с гитаристом The Flamin’ Groovies Сирилом Джорданом и ведущим гитаристом Plimsouls Эдди Муньосом, а также несколько раз гастролировал в качестве барабанщика с группой Хью Корнуэлла.

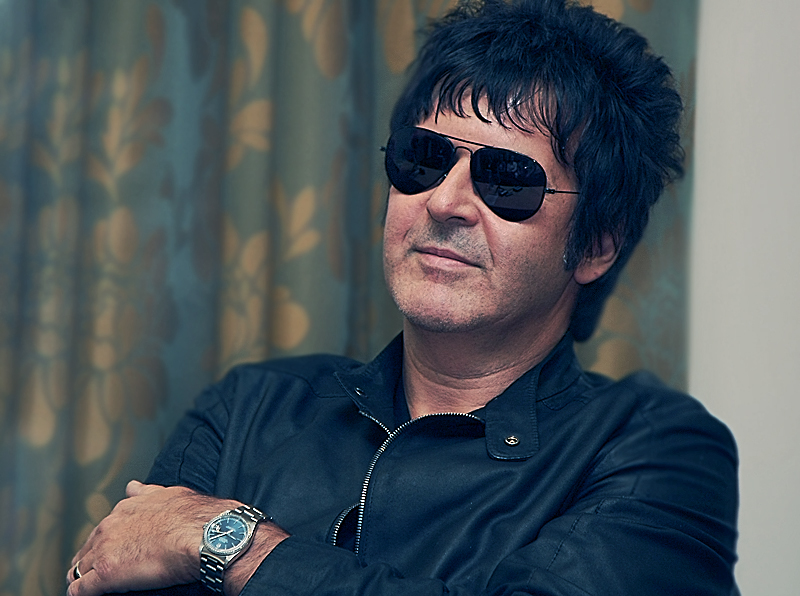
Бёрк в 2008 году

Бёрк играл 90-минутные сеты примерно на 100 концертах в год. В 2008 году сообщалось, что он принимал участие в восьмилетнем исследовании, в котором анализировались физические и психологические эффекты игры на ударных и выносливость, необходимая профессиональным барабанщикам, проведённом совместно Глостерширским и Чичестерским университетами. В том же году Бёрк основал проект Clem Burke Drumming, целью которого было изучение пользы игры на барабанах для физического и психического здоровья. В июле 2011 года получил почётную докторскую степень в Глостерширском университете за своё участие в проекте.
В декабре 2011 года он вместе с Гленом Мэтлоком, гитаристом Generation X Джеймсом Стивенсоном и вокалистом Supernaut Гэри Твинном основал группу The International Swingers. Примерно в то же время он стал одним из основателей The Split Squad, приняв участие в их турах, выступлениях на фестивалях SXSW и в записи альбома Now Hear This…, выпущенного в январе 2014 года.
В апреле 2013 года Бёрк принял участие в записи кавера на песню Стивена Ван Зандта All I Needed Was You с дебютного альбома Карлы Олсон Have Harmony, Will Travel. В 2014 году Бёрк стал одним из основателей супергруппы The Empty Hearts. Группа записывалась на 429 Records, а среди его одногруппников были гитарист и вокалист The Romantics Уолли Палмар, басист The Chesterfield Kings Энди Бабюк, гитарист The Cars Эллиот Истон и пианист Small Faces Иэн Маклаган. Одноимённый первый альбом группы был выпущен 5 августа 2014 года и спродюсирован Эдом Стейзиумом.
В 2015 году лейбл PledgeMusic одобрил запись одноимённого первого альбома The International Swingers. Он был записан в Studio 606 в Лос-Анджелесе, принадлежащей Foo Fighters, и сведён Питером Уолшем, который работал с Simple Minds, Pulp Скоттом Уокером. В 2017 году Бёрк присоединился к трибьют-группе Джонни Сандерса L.A.M.F., в составе которой были Уолтер Лур, Майк Несс и Глен Мэтлок. Сыграл на их концертах на Манхэттене 15 и 16 ноября 2016 года, которые были записаны и выпущены в виде альбома на лейбле Jungle Records в декабре 2017 года.
В декабре 2021 года Бёрк заменил Джину Шок на барабанах во время выступления The Go-Go’s в Whisky a Go Go, посвящённого их недавнему введению в Зал славы рок-н-ролла.
Клем Бёрк скончался 7 апреля 2025 года от рака.